# 氷川神社 (上尾市)
氷川神社（ひかわじんじゃ）は埼玉県上尾市二ツ宮にある氷川信仰の神社である。
上尾村・上尾下村・上尾宿3村の総鎮守で、氷川男体社・氷川女体社の2社から成り立っていたため、「二ツ宮の氷川神社」とも呼ばれている。旧社格は村社。
なお、上尾市内に氷川神社は当社を含めて10社ある。

## 祭神
氷川男体社は素盞嗚尊、氷川女体社は稲田姫命を祭神としていた。
女体社が氷川鍬神社へ合祀されたため、現在の祭神は素盞嗚尊のみになっている。

## 歴史
伝承されている由緒はなく、創建は不詳。
当地は中世のころまで見沼の入り江の最北に位置し、見沼三氷川同様、見沼沿いに創建されたと考えられる。
明治41年（1908年）神社合祀により、御鍬太神宮が氷川女体社を合祀し氷川鍬神社へ改称。当地には男体社が氷川神社として残った。

## 社殿・境内
- 本殿：安政2年（1855年）建立で、一間社流造（側面二間）唐破風向拝付。側壁には中国の故事に因む見事な彫刻が施されている。

## 祭事・年中行事
- 春の例祭：4月15日
- 秋祭り：11月15日

## 文化財
- 本殿彫刻は、上尾市の有形文化財に指定されている。

## 交通アクセス
- 高崎線上尾駅から徒歩23分